# Dworzec Marchijski w Poznaniu
Dworzec Marchijski – dworzec kolejowy w Poznaniu. Wzniesiony w pobliżu obecnej ul. Zachodniej (za Urzędem Pocztowym nr 2) około roku 1870 specjalnie na potrzeby linii kolejowej Poznań-Gubin wybudowanej przez Towarzystwo Kolei Marchijsko-Poznańskiej (niem. Märkisch-Posener Eisenbahn-Gesellschaft). Był niewielkich rozmiarów i posiadał lekką konstrukcję ze względu na tymczasowy charakter, wynikający z faktu oczekiwania na budowę w bezpośrednim sąsiedztwie dworca Poznań Główny (znana była już jego lokalizacja, ale brakowało pozwolenia na budowę).